# العلاقات الكولومبية الليتوانية
العلاقات الكولومبية الليتوانية هي العلاقات الثنائية التي تجمع بين كولومبيا وليتوانيا.

## مقارنة بين البلدين
هذه مقارنة عامة ومرجعية للدولتين:
| وجه المقارنة                                              | كولومبيا        | ليتوانيا                                                    |
| --------------------------------------------------------- | --------------- | ----------------------------------------------------------- |
| المساحة (كم2)                                             | 1.14 مليون      | 65.30 ألف                                                   |
| عدد السكان (نسمة)                                         | 49.07 مليون     | 2.79 مليون                                                  |
| الكثافة السكانية (ن./كم²)                                 | 43.04           | 42.73                                                       |
| العاصمة                                                   | بوغوتا          | فيلنيوس، كاوناس                                             |
| اللغة الرسمية                                             | اللغة الإسبانية | اللغة الليتوانية                                            |
| العملة                                                    | بيزو كولومبي    | ليتاس ليتواني، يورو                                         |
| الناتج المحلي الإجمالي (بليون دولار)                      | 309.19 مليار    | 47.17 مليار                                                 |
| الناتج المحلي الإجمالي (تعادل القوة الشرائية) بليون دولار | 724.96 مليار    | 84.06 مليار                                                 |
| الناتج المحلي الإجمالي الاسمي للفرد دولار أمريكي          | 7.60 ألف        | 14.15 ألف                                                   |
| الناتج المحلي الإجمالي للفرد دولار أمريكي                 | 13.36 ألف       | 27.69 ألف                                                   |
| مؤشر التنمية البشرية                                      | 0.720           | 0.839                                                       |
| رمز المكالمات الدولي                                      | +57             | +370                                                        |
| رمز الإنترنت                                              | .co             | .lt                                                         |
| المنطقة الزمنية                                           | 00              | ت ع م+02:00، ت ع م+03:00، أوروبا/فيلنيوس ‏، توقيت شرق أوروبا |

## منظمات دولية مشتركة
يشترك البلدان في عضوية مجموعة من المنظمات الدولية، منها:
| علم المنظمة | اسم المنظمة                               | تاريخ انضمام كولومبيا | تاريخ انضمام ليتوانيا |
| ----------- | ----------------------------------------- | --------------------- | --------------------- |
|             | البنك الدولي للإنشاء والتعمير             | 24 ديسمبر 1946        | 6 يوليو 1992          |
|             | منظمة التجارة العالمية                    | ?                     | ?                     |
|             | المركز الدولي لتسوية المنازعات الاستشارية | 14 أغسطس 1997         | 5 أغسطس 1992          |
|             | منظمة حظر الأسلحة الكيميائية              | ?                     | ?                     |
|             | الأمم المتحدة                             | 5 نوفمبر 1945         | 17 سبتمبر 1991        |
|             | حلف شمال الأطلسي                          | ?                     | 29 مارس 2004          |
|             | وكالة ضمان الاستثمار متعدد الأطراف        | 30 نوفمبر 1995        | 8 يونيو 1993          |
|             | منظمة الشرطة الجنائية الدولية             | ?                     | ?                     |
|             | مؤسسة التنمية الدولية                     | 16 يونيو 1961         | 23 سبتمبر 2011        |
|             | يونسكو                                    | 31 أكتوبر 1947        | 7 أكتوبر 1991         |
|             | مؤسسة التمويل الدولية                     | 20 يوليو 1956         | 15 يناير 1993         |
|             | الاتحاد البريدي العالمي                   | ?                     | ?                     |
|             | الاتحاد الدولي للاتصالات                  | 25 أغسطس 1914         | 1 يوليو 1923          |

## أعلام
هذه قائمة لبعض الشخصيات التي تربطها علاقات بالبلدين:
- ناتاشا كلاوس (ممثلة كولومبية، 25 يونيو 1975 – )

## وصلات خارجية
- موقع وزارة الخارجية الليتوانية